# Manufaktura
Manufaktura (sintagma od latinskih reči manu + facere = rukom raditi). Manufaktura je bila prethodnik današnjih fabrika, mesto u kome su radnici iz sirovina, uz pomoć alata oblikovali predmete za tržište. Manufakture su bile jedna međufaza između srednjovekovne zanatske proizvodnje i mehaničke proizvodnje Industrijske revolucije. 

## Istorija
Prve manufakture pojavile su se u 14. veku po apeninskim gradovima, kao specijalizirani pogoni za izradu tražene robe onog vremena, - stakla, tkanina, svile, papira, oružja, muzičkih instrumenata. Pravi bum doživele su međutim tek od sredine 16. veka, kad su se raširile po gotovo celoj Evropi, egzistirale su sve do kraja 18. veka, kad su postale prespore i neprofitabilne u poređenju  sa prvim fabrikakma, koje su uz pomoć prvih parnih mašina proizvodile znatno brže i jeftinije.
Manufakture su predstavljale kvalitativan pomak u proizvodnji, jer su uvele podelu rada, pa je proizvodnja podeljena na više radnih operacija koju je ručno obavljao pojedini specijalizovani radnik (ili grupa radnika) uz pomoć ručnih alata.

## Manufakture po južnoslavenskim prostorima
Prvu manufakturu za proizvodnju metalnih proizvoda u Hrvatskoj osnovao je Petar Zrinski 1651. u Čabru, u njoj su se izrađivali ekseri, potkovice, lonci, obruči, mažuri. Veliki poticaj razvoju manufaktura dala je Marija Terezija, koja je htela po uzoru na tad vrlo razvijenu Francusku isto tako razviti sličnu proizvodnju u svom carstvu. Ona je dala koncesiju Povlaštenom trgovačkom društvu u Trstu i Rijeci, da osnuje manufakturu šećera u Rijeci. U to vrijeme to je bila jedina šećerana u monarhiji i posao joj je odlično išao. Pred kraj njene vladavine carstvo je imalo gotovo hiljadu manufaktura. Osobito su bile uspešne manufakture stakla iz Češke, koje su istisnule dotad neprikosnovene Muranske i manufakture porcelana po južnoj Nemačkoj.
Po osmanskim krajevima manufakture su se pojavile znatno kasnije, ali su zato znatno duže ostale na tržištu, - tako da je bilo manufaktura ćilima po Bosni, Sandžaku, Kosovu i Makedoniji do polovine 20. veka.